# Sharaqpur
Sharaqpur (en ourdou : شرقپور شریف) est une ville pakistanaise située dans le district de Sheikhupura, dans la province du Pendjab. Elle est située à proximité de la capitale provinciale Lahore, deuxième plus grande ville du pays. Sharaqpur est également la capitale du tehsil du même nom.
La population de la ville a été multipliée par près de trois entre 1972 et 2017 selon les recensements officiels, passant de 13 863 habitants à 41 958. Entre 1998 et 2017, la croissance annuelle moyenne s'affiche à 2,1 %, un peu inférieure à la moyenne nationale de 2,4 %. 
Selon le recensement de 2023, la population de la ville monte à 48 019 habitants.
Près de 88 % des habitants parlent le pendjabi, tandis qu'environ 11 % des habitants ont l'ourdou pour langue maternelle, selon la même étude.
Essentiellement musulmane, la ville inclut une minorité chrétienne, comptant environ 1 300 fidèles, soit 2,6 % des habitants de la ville.
Le taux d'alphabétisation de la ville s'élève à 81 % en 2023 (contre une moyenne nationale de 61 %), dont 83 % pour les hommes et 78 % pour les femmes.
|            | 1972 (rec.) | 1981 (rec.) | 1998 (rec.) | 2017 (rec.) | 2023 (rec.) |
| ---------- | ----------- | ----------- | ----------- | ----------- | ----------- |
| Population | 13 863      | 18 907      | 28 186      | 41 958      | 48 019      |